# Kemény Árpád (festő)
magyargyerőmonostori báró Kemény Árpád (Kolozsvár, 1937. július 24. – Budapest, 1995. április 24.) festő, díszlet- és jelmeztervező.

## Életpályája
1954-ben érettségizett Marosvásárhelyen, a Zene és Képzőművészeti Középiskolában. 1954–1956 között díszletfestőként dolgozott a marosvásárhelyi Székely Színháznál. 1962-ben végzett az Ion Andreescu Képzőművészeti Intézetben, ahol Petru Abrudan, Mohi Sándor, Kádár Tibor, Aurel Ciupe oktatta. 1963-tól másfél évtizeden át (1978-ig) a marosvásárhelyi Szentgyörgyi István Színművészeti Intézet gyakorló színpadának díszlet- és jelmeztervezője volt. 1978–1980 között a Szatmárnémeti Északi Színház tagja volt. 1980–1981 között a Sepsiszentgyörgyi Állami Magyar Színházban dolgozott. 1981–1990 között a Marosvásárhelyi Nemzeti Színház társulatának tagja volt. 1990-ben áttelepült Magyarországra. 1992–1995 között a Nemzeti Színházban díszlettervező volt.
Sírja a Farkasréti temetőben található (8/3(8/1/A)-1-147/148).

## Családja
Szülei: Kemény János (1903–1971) író és Patton Auguszta (1900–1989) volt. Testvére, Kemény Klió (1929–2000) operaénekesnő; Kemény Zsuzsanna (1934–1979) író volt. 1962. augusztus 18-án, Kolozsváron házasságot kötött Papp Judit Anikóval. Két gyermekük született: Kemény Zsuzsa és Kemény Endre.
1995. április 24-én hunyt el Budapesten.

## Színházi díszlet- és jelmeztervei
A Színházi Adattárban regisztrált bemutatóinak száma: díszlettervezőként: 53; jelmeztervezőként (j): 31.
| - Kruczkowski: A kormányzó halála (1973) (j) - Sebastian: A sziget (1974) (j) - Plautus: A hetvenkedő katona (1975) (j) - Gorkij: Éjjeli menedékhely (1978) (j) - Kincses Elemér: Ég a nap Seneca felett (1978) (j) - Yliruusi: Börtönkarrier (1980) - Csehov: Három nővér (1980) (j) - Kincses Elemér: Trójában hull a hó (1981) (j) - Tamási Áron: Vitéz lélek (1981) (j) - Csiky Gergely: Cifra nyomorúság (1982) (j) - Balassi Bálint: Szép magyar komédia (1983) - Steinbeck: Egerek és emberek (1983) (j) - Popescu: Egyenes adás (1983) (j) - Méhes György: Egy roppant kényes ügy (1983) (j) - Bródy Sándor: A tanítónő (1983) (j) - Bródy Sándor: A dada (1984) (j) - Tersánszky Józsi Jenő: Kakukk Marci (1984) (j) - Lovinescu: A lerombolt fellegvár (1984) - Szép Ernő: Patika (1984) (j) - Aurel Baranga: Legyen eszed, Cristofor! (1984) (j) - William Shakespeare: Vízkereszt, vagy amit akartok (1985) (j) - Csehov: Sirály (1985) (j) - Tamási Áron: Csalóka szivárvány (1986) (j) - Lovinescu: A Boga nővérek (1986) (j) - Osztrovszkij: A hozomány nélküli lány (1986) (j) - Szigligeti Ede: A csikós (1987) (j) | - Racine: Phaedra (1988) (j) - Dumitru: Diogenész, a kutya (1988) (j) - Stanca: Donna Juana (1989) (j) - Székely János: Irgalmas hazugság (1989) (j) - Madách Imre: Mózes (1990) (j) - Móricz Zsigmond: Úri muri (1990-1991) (j) - Ibsen: A vadkacsa (1991) - Szigligeti Ede: Liliomfiék (1991) - Carlo Goldoni: A tengerparti csetepaté (1991) - Sütő András: Az álomkommandó (1991) - Háy Gyula: Mohács (1991) - Strindberg: Júlia kisasszony (1991) - Lope de Vega: A kertész kutyája (1992) - Kacsoh Pongrác: János vitéz (1992) - Illyés Gyula: Tiszták (1992) - Illyés Gyula: Különc (1993) - Örkény István: Tóték (1993) (j) - Dumas: A kaméliás hölgy (1993) - Sütő András: Az ugató madár (1993) - Lászlóffy Csaba: Nappali virrasztás (1993) - Tamási Áron: Tündöklő Jeromos (1994) - Albee: Nem félünk a farkastól (1994) - Loewe: My Fair Lady (1994) |

## Kiállításai

### Egyéni
- 1968 Marosvásárhely

### Válogatott, csoportos
- 1955, 1962, 1963, 1967, 1970 A Magyar Autonóm Tartomány Képzőművészeti kiállítása
- 1999 Marosvásárhely, Hatvan

## Díjai
- Nemzetiségi Színházak legjobb díszlettervezőjének díja (1980)
- A romániai kritikusok díja (1980, 1981)
- Országos Fesztivál II. díja (1987)